# 萊拉·貝拉克
萊拉·貝拉克（英語：Lyra Belacqua，又名蓮花舌萊拉 ）為菲力普·普曼作品《黑暗元素》三部曲的主角。小女孩萊拉居住於一個跟我們的宇宙平行的異世界，在與世隔絕的牛津約旦學院成長，並被捲入於一場天使與創世主之間的宇宙戰爭之中。

## 人物生平
萊拉在首部曲《北極曙光》（美版標題為《黃金羅盤》）登場時為11歲。她實際上是艾塞列公爵跟瑪莉莎·考爾特的私生女，最初被託付給吉卜賽女人可斯塔媽媽照顧。當瑪莉莎·考爾特的丈夫在得知真相後，盛怒之下想殺害還是嬰兒的萊拉，但所幸艾塞列公爵及時趕到殺死了瑪莉莎·考爾特的丈夫。法院本來判定將萊拉送給修道院，但艾塞列公爵卻強行將萊拉帶走，並把她交給牛津約旦學院的學者們照顧。
於是萊拉自幼在約旦學院被一班如父如母的學者、教授、還有傭人帶大。被描述成一個亂髒金髮，藍眼睛，頑皮的小女孩。她比同年齡的女孩細小，在三部曲中為11至13歲。她是一個不修邊幅的小孩，習慣無視嘗試予她關懷的人，例如約旦學院的女佣人和教師們。儘管學者們也會給她一點點的正式教育，但她還是十分機靈狡詐。
萊拉一直都以為父親早經已在飛艇事故中不幸喪生，並認艾塞列公爵為她的伯父。在牛津居住期間，萊拉喜歡瘋瘋癲癲地跟好友羅傑·派斯洛爬走屋頂，以及跟學院的其他小孩、牛津市民的小孩及吉卜賽小孩打泥扙。萊拉的人生在羅傑及其他牛津小孩被奉獻委員會拐帶事後被大大扭轉。考爾特夫人收養了萊拉，約旦學院院長秘密將一架真理探測儀交給萊拉保管，而後萊拉卻不巧發現考爾特夫人就是綁架小孩的幕後主使，於是就逃了出來，並終於從吉卜賽人領袖約翰·法口中知道了自己身世的真相。在吉卜賽人、女巫席拉芬娜·帕可拉、熱氣球飛行員李·史科比、武裝熊歐瑞克·拜尼森等人的幫助下，萊拉前往北方的波伐格去營救羅傑，途中她也逐步學會了如何解讀真理探測儀的意涵。
後來，萊拉因為成功愚弄斯瓦巴的武裝熊國王奧夫·雷克森而贏得“蓮花舌萊拉”的稱號，她向對方自稱她是歐瑞克·拜尼森的守護精靈而且她想成為最強的武裝熊國王的守護精靈。十分希望擁有屬於自己的守護精靈的奧夫聽從了萊拉的命令。認為會受到歐瑞克訓斥的萊拉在和歐瑞克會合後懺悔自己所做的事；然而，歐瑞克在成功擊敗並殺死奧夫後，十分感激萊拉對武裝熊國王所設的局，稱她為“蓮花舌萊拉”。
在《奧秘匕首》中，萊拉透過艾塞列公爵在北方打開的入口，進入了一個充滿幽靈的世界喜喀則，她在那裡遇見了來自我們世界的男孩威爾·派里，兩人結伴同行，萊拉也透過喜喀則世界的一個入口數度去到威爾的世界。在《琥珀望遠鏡》中，正當艾塞列公爵的天堂共和國軍隊與天堂神國的軍隊的最後決戰前，萊拉與威爾進入亡靈世界，把一批鬼魂釋放出來，以對抗幽靈。最終艾塞列公爵、考爾特夫人跟天國攝政王梅塔隆一同墜入深淵，天堂神國的統治被推翻。萊拉與威爾發現他們必須永遠分離，兩人相互吻別；萊拉終究回到自己世界的牛津，在學者漢娜夫人介紹下就讀一所女子寄宿學校。

## 潘拉蒙
萊拉的守護精靈「潘拉蒙」（Pantalaimon）是她的最好同伴，也是她的靈魂的化身。潘拉蒙就像其他小孩的守護精靈一樣，擁有變化為各種動物的能力；他在書中以飛蛾的型態首次現身。他的名字源自東正教會的聖潘捷列伊蒙，而且在希臘文中意思為“完全寬恕”。潘拉蒙在三部曲之中變化過成多種型態，打從美洲豹到龍，但他最喜歡的型態有雪白的貂鼠、飛蛾、野貓還有老鼠。當萊拉進入亡靈世界的時候，她必雖要與潘拉蒙分隔，分隔的過程間兩者必雖承受極度難以忍受的痛楚；之後潘拉蒙避開了萊拉一段時間。怎料，經過分隔後的他們得到了可以像女巫與巫醫一樣和自己守護精靈分隔遠距的特殊能力。潘拉蒙在威爾·派里的接觸下變化為自己的最後型態——一隻松貂。萊拉平時都暱稱他為“小潘”。

## 萊拉的命運

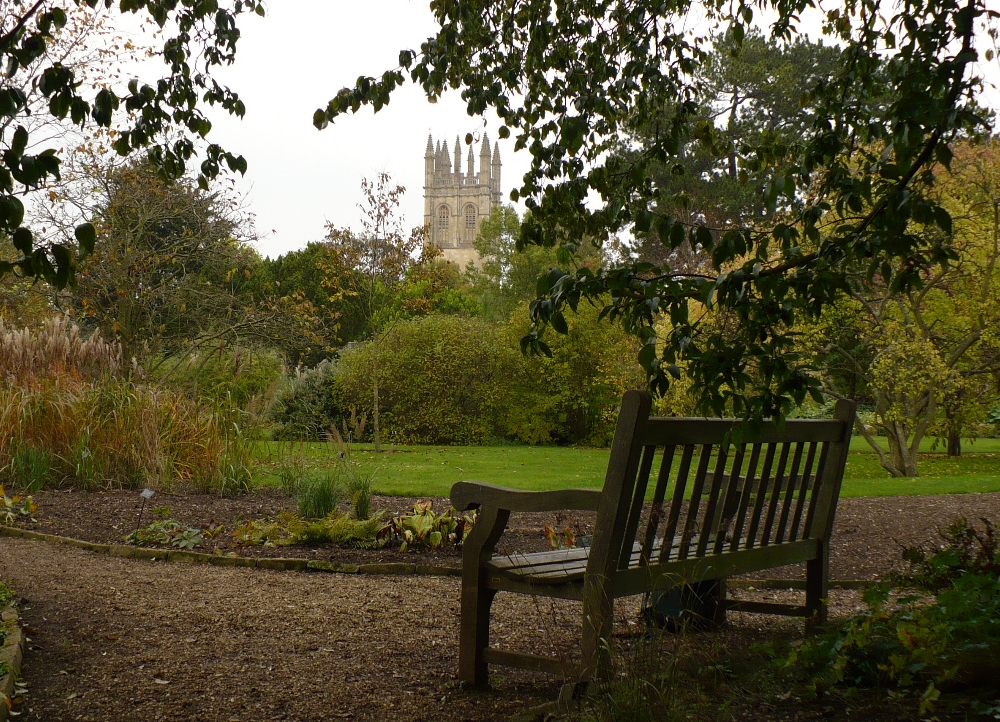
牛津大學植物園裡的木椅，小說裡萊拉與威爾最後吻別的地方。每年都會有不少書迷來參觀該植物園。

在《黑暗元素》三部曲的首部《北極曙光》，女巫席拉芬娜·帕可拉曾經描述過的預言中，一個女孩“命中注定要為命運劃上句號”，代價就是一個重大的背叛。女巫的預言中陳述這個女孩能夠從一堆雲松枝中抽出“正確”的雲松枝，當然地萊拉確實做到了。這個預言透露了萊拉命中注定要成為第二個夏娃，然後落入蛇（來自威爾世界的瑪麗·瑪隆博士）的誘惑。作為禁果的替代，萊拉被引誘和男主角威爾·派里墜入愛河，並間接修正了混沌深淵中的塵災難和令到所有宇宙重新協調。可是，為了穩定各個平行宇宙之間的平衡還有阻止幽靈的出現，威爾和萊拉必須永遠關閉所有空間穿捘的入口，由於守護精靈不能永久居住於並不屬於自己的世界的關係，兩人必須從此隔絕。
萊拉與威爾依依不捨地在威爾世界牛津植物園裡的木椅上吻別，儘管他們以後不可能再相見，但兩人約定在往後每年夏至都會坐在各自世界裡牛津植物園的同一張木椅上，這樣就可以假裝彼此又很接近了。

## 創作
作者菲力普·普曼曾強調，雖然故事中女巫說萊拉有一個特殊的命運，但萊拉其實是一個非常普通和平凡的女孩，沒有什麼特別的天賦和魔法。當有讀者問到萊拉與《納尼亞傳奇》的露西相比如何的問題時，普曼表示：「如果讀者們願意的話可以討論這樣的話題，但這並不是我要說的。」

## 改編描述

### 劇院
於倫敦的國家劇院上演了一齣改編自小說，兩部份、六小時長的的戲劇《黑暗元素》。2003及2004年，間這齣戲劇上畫了兩次；萊拉第一場由安娜·麥威爾·馬汀飾演，第二場由艾蓮·西敏斯飾演。
蘇格蘭青年劇院於2007年7月至8月上畫了蘇格蘭版的同戲劇，由凱絲蒂·茜提和賽娜·俄德分別於第一部及第二部前後飾演萊拉。

### 電影
在由第一本小說所改編成的2007年電影《黃金羅盤》中，萊拉由12歲的英籍女孩戴可塔·普魯·李察士飾演。在一萬名參選者中，李察士贏得了飾演萊拉這個角色的機會。她表示這是個艱苦的工作。
英籍作曲歌手凱特·布殊並為電影錄下了一首關於主角萊拉的主題曲《萊拉》。

### 電視劇
在BBC正在製作的電視劇《黑暗元素三部曲》中，萊拉將由西班牙女童星達芙妮·金飾演。